# Ocampo, Chihuahua
Ocampo är en ort i Mexiko.   Den ligger i kommunen Ocampo och delstaten Chihuahua, i den nordvästra delen av landet, 1 400 km nordväst om huvudstaden Mexico City. Ocampo ligger 1 768 meter över havet och antalet invånare är 527.
Terrängen runt Ocampo är kuperad åt nordost, men åt sydväst är den bergig. Runt Ocampo är det mycket glesbefolkat, med 4 invånare per kvadratkilometer. Ocampo är det största samhället i trakten. I omgivningarna runt Ocampo växer huvudsakligen savannskog.